# Bacilli
Bacilli (z lat. bacillus, tyčinka) je taxonomická třída baktérií, která obsahuje dva řády, Bacillales a Lactobacillales, které obsahují několik známých patogenů, jako je Bacillus anthracis (příčina onemocnění zvaného anthrax). Téměř vždy jde o grampozitivní bakterie. Mají tvar tyčinky. Fylogeneze je založena na 16 sekvencích RNA.

## Nejednoznačnost pojmenování
V různých zdrojích se můžeme setkat s podobnými slovy jako je Bacilli. Termín Bacillus psaný s velkým počátečním písmenem a krurzívou je název rodu, který jako mnoho dalších spadá do třídy Bacilli.
Slovo bacillus (nebo jeho množné číslo bacilli s malým počátečním písmenem) je obecný termín k popisu morfologie jakékoliv tyčinkovité bakterie. Tento termín neznamená, že taxon patří do třídy Bacilli nebo do rodu Bacillus. Někteří mikrobiologové se vzdali obecného pojmu bacil kvůli zmatku, který může vyvolat.

## Podřazené taxony[2]
- třída Bacilli
  - řád Bacillales
    - čeleď Bacillaceae
    - čeleď Caryophanaceae
    - čeleď Listeriaceae
    - čeleď Paenibacillaceae
    - čeleď Planococcaceae
    - čeleď Sporolactobacillaceae
    - čeleď Staphylococcaceae
    - čeleď Thermoactinomycetaceae

  - řád Lactobacillales
    - čeleď Lactobacillaceae
    - čeleď Aerococcaceae
    - čeleď Carnobacteriaceae
    - čeleď Enterococcaceae
    - čeleď Leuconostocaceae
    - čeleď Streptococcaceae

  - řád Thermicanales
    - čeleď Thermicanaceae
    - čeleď Novibacillaceae

  - řád Tumebacillales
    - čeleď Effusibacillaceae
    - čeleď Tumebacillaceae